# Johannes Löhr
Johannes Löhr (Eitorf, 5 de julho de 1942 – 29 de fevereiro de 2016) foi um ex-futebolista e treinador alemão.

## Carreira
Lohr fez parte do elenco da Seleção Alemã de Futebol, na Copa do Mundo de 1970. 

## Títulos
Köln
- Copa da Alemanha: 1968, 1977, 1978
- Campeonato Alemão: 1978

### Alemanha
- Eurocopa:  1972